# Sangoulé Lamizana
Abubakar Sangoulé Lamizana (* 31. Januar 1916 in Dianra; † 26. Mai 2005 in Ouagadougou) war ein burkinischer Politiker und General und vom 3. Januar 1966 bis zum 25. November 1980 zweiter Präsident von Obervolta (jetzt Burkina Faso). Vom 8. Februar 1974 bis zum 7. Juli 1978 übernahm er auch das Amt des Premierministers.

## Leben
Lamizana stammte aus einer einfachen muslimischen Bauernfamilie. Er besuchte die École regionale in Ouahigouya und die Schule für afrikanische Offiziere in Saint-Louis im Senegal. 1936 trat er in die französische Kolonialarmee ein, kämpfte später in Indochina und Algerien und erreichte den Rang eines Hauptmanns. Nach der Unabhängigkeit Obervoltas 1960 wurde der erfahrene Militär damit betraut, die nationalen Streitkräfte neu aufzubauen und 1967 zum Brigadegeneral ernannt.
Maurice Yaméogo, der Obervolta seit der Unabhängigkeit in ein korruptes und verarmtes Ein-Parteien-Land unter der Union Démocratique Voltaique (UDV) verwandelt hatte, musste nach Massendemonstrationen und einem Generalstreik 1966 seine Macht an den populären Lamizana abgeben, der von den Demonstranten vorgeschlagen wurde. General Lamizana saß vier Jahre einer provisorischen Militärregierung vor, bis 1970 eine neue Verfassung ausgearbeitet wurde, die vorsah, dass nach weiteren vier Jahren eine zivile gewählte Regierung eingesetzt werden sollte. Die UDV erreichte eine große Mehrheit in der Nationalversammlung bei Wahlen unter der neuen Verfassung. Doch nach einer Dürreperiode Anfang der 70er Jahre kam es zu Machtkämpfen innerhalb der Regierung, bei denen sich schließlich Lamizana gegen seinen Premierminister Gérard Kango Ouédraogo durchsetzen konnte und dessen Posten 1974 zusätzlich übernahm. Lamizana war praktisch mit der Machtfülle eines Diktators ausgestattet, führte aber weitere Reformen durch. Lamizana wurde 1978, unterstützt von den Gewerkschaften, bei demokratischen Wahlen in seinem Amt bestätigt, zwei Jahre später aber durch einen unblutigen Militärputsch von Saye Zerbo abgesetzt.
1984 musste er sich vor einem Volkstribunal des mittlerweile Burkina Faso genannten Landes verantworten, wurde aber freigesprochen.
| Personendaten    | Personendaten                                    |
| ---------------- | ------------------------------------------------ |
| NAME             | Lamizana, Sangoulé                               |
| ALTERNATIVNAMEN  | Lamizana, Abubakar Sangoulé (vollständiger Name) |
| KURZBESCHREIBUNG | burkinischer Politiker                           |
| GEBURTSDATUM     | 31. Januar 1916                                  |
| GEBURTSORT       | Dianra                                           |
| STERBEDATUM      | 26. Mai 2005                                     |
| STERBEORT        | Ouagadougou, Burkina Faso                        |